# Kasia Smutniak
Katarzyna Anna "Kasia" Smutniak (phát âm tiếng Ba Lan: [ˈkaɕa ˈsmutɲak]; sinh ngày 13 tháng 8 năm 1979) là một diễn viên và người mẫu người Ba Lan. Cô đóng vai chính trong phim From Paris with Love.

## Tiểu sử
Kasia Smutniak sinh tại Piła, Ba Lan. Cha cô phục vụ trong Lực lượng Không quân Ba Lan. Cô lấy được bằng phi công tàu lượn khi mới 16 tuổi.
Năm 2000, Kasia Smutniak ra mắt với vai diễn trong phim At the Right Moment do Giorgio Panariello đạo diễn. Năm 2003, cô diễn xuất trong phim Radio West.
Thành tích nghệ thuật nổi bật của Kasia Smutniak là Giải Ruy băng bạc hạng mục Nữ diễn viên chính xuất sắc nhất cho vai Elena trong phim Fasten Your Seatbelts (2014) và Giải Ruy băng bạc hạng mục Nữ diễn viên phụ xuất sắc nhất cho vai Kira trong phim Loro (2018).
Năm 2004, Kasia Smutniak sinh con gái Sophie với nam diễn viên người Ý Pietro Taricone, anh không may qua đời trong một vụ tai nạn vào năm 2010. Năm 2014, Kasia Smutniak sinh con trai Leone với nhà sản xuất phim người Ý Domenico Procacci. Cặp đôi kết hôn vào tháng 9 năm 2019.
Ngoài tiếng Ba Lan, Kasia Smutniak còn sử dụng thông thạo các ngoại ngữ là tiếng Nga, tiếng Anh và tiếng Ý.